# Ctenitis sloanei
Ctenitis sloanei là một loài thực vật có mạch trong họ Dryopteridaceae. Loài này được (Poepp. ex Spreng.) C.V. Morton miêu tả khoa học đầu tiên năm 1969.